# 2. návštěvní expedice (Mir)
2. návštěvní expedice, zkráceně EP-2, (rusky 2-я экспедиция посещения, ЭП-2) na Mir, byla druhou návštěvní expedicí vyslanou Sovětským svazem na jeho vesmírnou stanici Mir. Expedice byla zahájena 21. prosince 1987 startem kosmické lodi Sojuz TM-4 a trvala do přistání Sojuzu TM-3 29. prosince 1987. Výpravu tvořil kosmonaut oddílu Letecko-výzkumného institutu M. M. Gromova Anatolij Levčenko, který měl ověřit možnosti pilotáže raketoplánu Buran v podmínkách kosmického letu. V Sojuzu TM-4 letěl společně se členy 3. základní expedice.

## Posádka
| Pozice              | Kosmonauti                                                                         |
| ------------------- | ---------------------------------------------------------------------------------- |
| Kosmonaut-výzkumník | Anatolij Levčenko, (1) Oddíl kosmonautů Letecko-výzkumného institutu M. M. Gromova |

V závorkách je uveden dosavadní počet letů do vesmíru včetně této expedice.
| Pozice              | Kosmonaut                                                                    |
| ------------------- | ---------------------------------------------------------------------------- |
| Kosmonaut-výzkumník | Alexandr Ščukin, Oddíl kosmonautů Letecko-výzkumného institutu M. M. Gromova |

## Průběh expedice
Hlavním úkolem Anatolije Levčenka bylo vyzkoušení si simulace pilotování raketoplánu Buran během kosmického letu a bezprostředně po něm. Levčenko byl členem oddílu kosmonautů Letecko-výzkumného institutu M. M. Gromova, kteří byli předurčeni k pilotování sovětského raketoplánu Buran. Pro první let Buranu byly předběžně sestaveny posádky Igor Volk, Rimantas Stankjavičjus (hlavní) a záložní Anatolij Levčenko, Alexandr Ščukin. Volk absolvoval kosmický let ke stanici Saljut 7, v 2. návštěvní expedici na stanici Mir si měl práci na oběžné dráze Země vyzkoušet i velitel záložní posádky – Levčenko. Ke kosmickému letu se začal ve Středisku přípravy kosmonautů ve Hvězdném městečku připravovat v březnu 1987, s náhradníkem Alexandrem Ščukinem.
Výprava začala 21. prosince 1987 v 11:18 UTC startem kosmické lodi Sojuz TM-4 z kosmodromu Bajkonur. Velitelem lodi byl Vladimir Titov, palubním inženýrem Musa Manarov, oba ze 3. základní expedice na Mir, Levčenko byl třetím členem posádky ve funkci kosmonauta-výzkumníka. Se stanicí se Sojuz spojil 21. prosince ve 12:51 UTC. Během následujících dnů Titov a Manarov převzali stanici od stávající posádky (Jurij Romaněnko a Alexandr Alexandrov), pětice kosmonautů se věnovala i vědě, především lékařským experimentům. Levčenko si vyzkoušel řízení Buranu na simulátoru umístěném v orbitální sekci Sojuzu TM-4. Po splnění plánovaného programu se Romaněnko, Alexandrov a Levčenko v Sojuzu TM-3 29. prosince v 5:58 UTC odpoutali od Miru a v 9:16 UTC přistáli v Kazachstánu, 140 km severovýchodně od Arkalyku. Při přistání se Levčenko silně udeřil do hlavy, přesto splnil závěrečný úkol mise – bezprostředně po přistání přelétl z Bajkonuru do Moskvy a zpět v letadlech Tu-154 a MiG-25 vybavených systémy řízení Buranu.